# Espen Evjenth Lindbæck
Espen Evjenth Lindbæck, född 14 juli 1966 i Oslo, är en norsk diplomat.
Lindbæck har avlagt en cand. polit.-examen och har arbetat i utrikestjänsten sedan 2005. Han var ambassadråd i Al-Ram, Palestina 2008–2011, senior rådgivare och underdirektör vid Utenriksdepartementet 2011–2018 och avdelningsdirektör där 2018–2021. Sedan 2021 är han Norges ambassadör i Amman.